# Zalmay Khalilzad
Zalmay Khalilzad, né le 22 mars 1951 à Mazar-e-Charif en Afghanistan, est un diplomate américain d'origine pachtoune, ambassadeur des États-Unis auprès des Nations unies du 23 avril 2007 au 20 janvier 2009.
Membre néo-conservateur de l'administration Bush, il est l'envoyé spécial de George W. Bush en Afghanistan après la chute des Talibans en décembre 2001, et est nommé le 24 septembre 2003, ambassadeur américain à Kaboul.
Du 21 juin 2005 à janvier 2007, il est ambassadeur américain en Irak, succédant à John Negroponte.
Zalmay Khalilzad est membre du think tank néo-conservateur Project for the New American Century ou PNAC (en français « Projet pour un nouveau siècle américain ») et fut un des signataires de l'appel du 26 janvier 1998 demandant au président Bill Clinton de procéder au renversement par la force de Saddam Hussein et de la mise en place d'une nouvelle politique pour l'Irak.

## Biographie
Issu d'une famille pachtoune, il est né à Mazar-e-Charif en Afghanistan et fut diplômé d'abord d'un bachelor et d'un master à l'université américaine de Beyrouth puis d'un doctorat à l'université de Chicago où il côtoya le professeur Albert Wohlstetter, un des idéologues de la pensée néo-conservatrice.
Khalilzad travailla sous les présidences de Ronald Reagan et George H. W. Bush en tant que spécialiste de l'Asie du Sud-Ouest et de l'Afrique du Nord.
De 1985 à 1989, Khalilzad travaille au département d'État et suit de près les guerres en Afghanistan, entre l'Iran et l'Irak puis la guerre du Golfe en 1991.
Conseiller de Donald Rumsfeld, Khalilzad vit à l'origine dans les Talibans une force de stabilité pour le pays et d'équilibre avec l'Iran.
Ambassadeur des États-Unis en Afghanistan de novembre 2003 à juin 2005, il est ensuite nommé en Irak.
Le 5 janvier 2007, il est choisi par George W. Bush pour devenir le représentant permanent des États-Unis à l'ONU, en remplacement du très controversé John Bolton, recalé par le Sénat.
L'ambassadeur des États-Unis au Pakistan, Ryan Crocker, lui succéda alors comme ambassadeur en Irak.
En février 2020 a lieu un accord de paix entre les Talibans et les États-Unis, ces derniers ayant décidé sous le mandat de Donald Trump de se retirer d'Afghanistan. Ils sont représentés par Zalmay Khalilzad et les Talibans par le mollah Abdul Ghani Baradar.